# الكسندر ويب موريس
الكسندر ويب موريس هو سياسي كندي، ولد في 1856، وتوفي في 30 مارس 1935 في كندا. حزبياً، نشط في Conservative Party of Quebec (historical) ‏. وقد انتخب عضو الجمعية الوطنية في كيبك ‏.